# George Gordon (1er comte d'Aberdeen)
Pour les articles homonymes, voir George Gordon.
George Gordon (3 octobre 1637 - 20 avril 1720), est Lord chancelier d'Écosse.

## Biographie
Il est le deuxième fils de Sir John Gordon (1er baronnet) (en) de Haddo, Aberdeenshire (exécuté en 1644);  et son épouse, Mary Forbes . Il obtient son diplôme MA et est nommé professeur au Collège King, Aberdeen, en 1658. Par la suite, il voyage et étudie le droit civil à l'étranger .
Lors de la restauration, la séquestration des terres de son père est annulée. En 1665, il devient à la mort de son frère aîné le 3e baronnet Gordon, de Haddo et hérite des domaines familiaux. Il rentre chez lui en 1667, est admis avocat en 1668 et acquiert une grande réputation juridique. Il représente l'Aberdeenshire au Parlement écossais de 1669 et aux assemblées suivantes, lors de sa première session, s’opposant fermement à l’union projetée. En novembre 1678, il est nommé conseiller privé pour l'Écosse, et en 1680 est nommé magistrat comme Lord Haddo. Il est un membre dirigeant de l'administration du duc d'York. Il est nommé Lord des articles en juin et en novembre 1681, Lord Président du Conseil privé . La même année, il aurait été muté au conseil pour avoir torturé des témoins .
En 1682, il est nommé Lord Chancelier d’Écosse et est créé le 13 novembre, comte d'Aberdeen, vicomte Formartine, et Lord Haddo, Methlick, Tarves et Kellie, dans la pairie écossaise, nommé également shérif principal d'Aberdeenshire et de Midlothian .
Burnet a une mauvaise opinion de lui, écrivant de lui: "... un homme fier et cupide ... le nouveau chancelier a surpassé tout ce qui l'avait précédé .
Il exécute les lois imposant la conformité religieuse avec sévérité et remplit les églises paroissiales, mais résiste aux mesures excessives de tyrannie prescrites par le gouvernement anglais ; et à la suite d'une intrigue de William Douglas (1er duc de Queensberry) et de James Drummond (4e comte de Perth), qui gagne la duchesse de Portsmouth avec un cadeau de 27 000 £, il est renvoyé en 1684 .
Après sa chute, ses rivaux victorieux lancent des poursuites mineures en vue de découvrir un acte de mauvaise administration sur le fondement duquel lancer une accusation contre lui, mais les enquêtes n’ont fait que renforcer son crédit. Il prend une part active au parlement en 1685 et 1686, mais reste non-juré pendant tout le règne de Guillaume III d'Orange-Nassau. Il est condamné à une amende pour absentéisme le 11 mai 1703 .
Dans la grande affaire de l'Union en 1707, tout en protestant contre le traité jusqu'à ce que l'acte déclarant les étrangers écossais soit abrogé, il refuse de soutenir l'opposition à la mesure elle-même et s'abstient d'assister au parlement une fois le traité conclu .
John Mackay le décrit comme "... très conscient des lois et de la constitution de son pays et serait l’homme d’État le plus solide d’Ecosse, un excellent orateur, il parle lentement mais sûrement .

## Famille
Il épouse Anne Lockhart, fille et unique héritière de George Lockhart de Tarbrax et Anne Lockhart.  Ils ont plusieurs enfants :
- John Gordon (1673-1675)
- George Gordon, Lord Haddo (1674- après 1694)
- Anne Gordon (1675–1709), mariée à Alexander Montgomerie (9e comte d'Eglinton)
- James Gordon (1676–?)
- Jean Gordon (1678–? )
- William Gordon (2e comte d'Aberdeen) (1679–30 mars 1746)
- Martha Gordon (1681–?), Épouse John Udny d'Udny en mars 1701
- Mary Gordon (1682-1753), mariée à Alexander Fraser, 13e Lord Saltoun, le 26 octobre 1707
- Margaret Gordon (d.1738)

Son seul fils survivant, William, lui succède comme second comte d'Aberdeen. Il meurt le 20 avril 1720 après avoir amassé une grande fortune.